# Olga Potylitsina
Olga Potylitsina, Olga Potelitcina ou Olga Potylizyna (en russe : Ольга Потылицина), née le 17 septembre 1989 est une skeletoneuse russe. En équipe nationale depuis 2008, elle gagne sa première épreuve en Coupe du monde à Igls, manche d'ouverture de la saison 2011-2012.
Prenant part aux Jeux olympiques de Sotchi en 2014, elle en est disqualifiée rétroactivement en 2017, et bannie à vie des Jeux olympiques, son échantillon de contrôle antidopage ayant disparu comme ceux d'une trentaine d'autres athlètes russes.

## Palmarès

### Championnats du monde
- Meilleur résultat : 5e en 2011

### Coupe du monde
- Meilleur classement général : 9e en 2011
  - 1 podium dont 1 victoire

#### Détails des victoires en Coupe du monde
| Édition   | Piste | Total |
| 2011-2012 | Igls  | 1     |

### Championnats du monde juniors de skeleton
- : médaille d'argent en 2012